# Жінки в білому

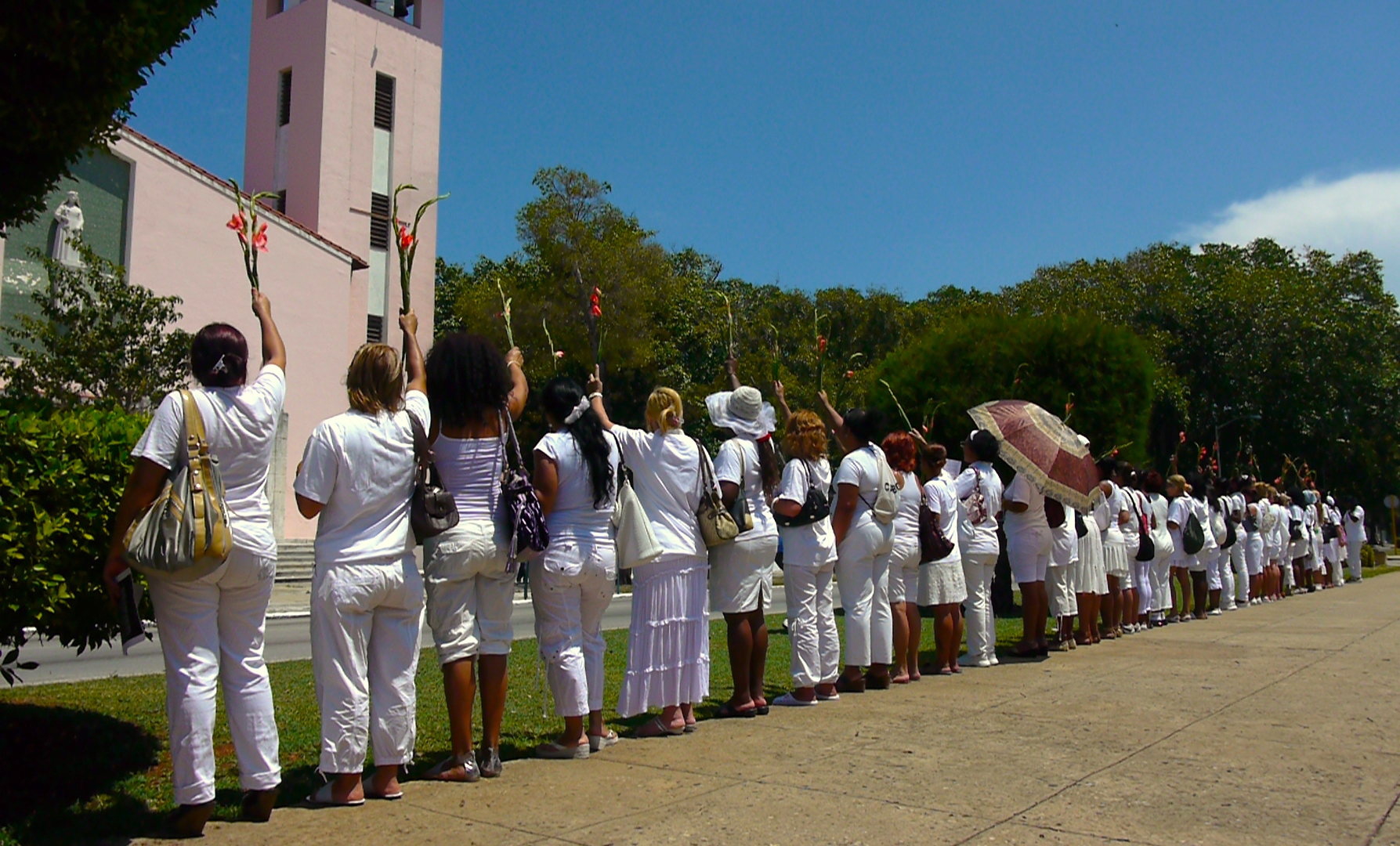
Група «Дамас де Бланко» на своїй щотижневій демонстрації, яку вони проводять після закінчення недільної меси у церкві Santa Rita у Гавані. Квітень 2012 року.

Жінки в білому (ісп. Damas de Blanco Damas de Blanco) — кубинська неурядова організація дисиденток. Голова організації — Берта Солер.
Група протестує проти тоталітаризму режиму Кастро, переслідувань правозахисників, знаходження в тюрмах Куби безлічі політичних ув'язнених. Зокрема, жінки, одягнені лише в біле, протестували в центрі Гавани, проводили марші в містах Флориди в підтримку голодування політв'язнів і в річницю репресій 2003 року на Кубі, які стали відомими як «чорна весна».
У 2005 році Європейський парламент нагородив рух «Дамас де Бланко» премією «За свободу думки» імені Андрія Сахарова.
Серед ініціаторок акцій протесту — Рейна Л.Тамайо, мати дисидента Орландо Сапата Тамайо, який помер у в'язниці 23 лютого 2010 року після 85-денного голодування.
4 травня 2010 року в акції протесту «Жінок в білому» взяв участь архієпископ Гавани кардинал Хайме Ортега і Аламін.
У січні 2015 року завдяки діяльності Жінок в білому на Кубі було звільнено 41 політв'язня.